# Туманність Сузір'я (Ро) Змієносця
Молекулярна хмара Ро Змієносця або Туманність Ро Змієносця — темна туманність приблизно в 1° на південь від зорі ρ Змієносця в сузір'ї Змієносця. На відстані 390 світлових років від планети Земля ця хмара є однією з найближчих зореутворюючих областей.
Хмара Ро Змієносця займає площу неба 4,5° × 6,5°. Вона складається з двох великих областей щільного газу і космічного пилу. Перша область складається з зореутворюючої області L1688 та двох сонячних плям L1709 і L1755. Друга область складається із зореутворюючої області L1689 та сонячних плям L1712-L1729. Ці сонячні плями простягаються на 10-17,5 парсеків, але деякі з них мають ширину лише 0,24 парсека. Деякі структури виглядають як результат ударної хвилі, що пройшла через хмару з боку сусідньої асоціації Скорпіона-Центавра.
Температура у хмарах 13-22 К. Його загальна маса становить близько 3 000 мас Сонця. Половина цієї маси зосереджена в області L1688, яка також є найактивнішою зореутворюючою областю. У цьому районі виявлено 425 джерел інфрачервоного випромінювання, які вважаються зорями, що зароджуються. З цих інфрачервоних джерел 16 були ідентифіковані як протозірки і 200 - як зорі типу Т Тельця з віком від 100 000 до 1 000 000 років.

## Веб-посилання
- Spektrum.de : Колекція аматорських записів, Позначений запис оточення
- Детальна анотована фотографія регіону Ро Змієносця та його околиць.

1. ↑  Webb Celebrates First Year of Science With Close-up on Birth of Sun-like Stars. Jul 12, 2023
2. ↑  Телескоп Вебба сфотографував рідкісний момент народження зірок. ФОТО. // Автор: Станіслав Ткацевіч. 13.07.2023